# Jay Bothroyd
Jay Bothroyd (n. 7 mai 1982, Greater London, Anglia, Regatul Unit) este un fotbalist englez.
În cariera sa, Bothroyd a evoluat la Coventry City FC, Wolverhampton Wanderers FC și Cardiff City FC. Bothroyd a debutat la echipa națională a Angliei în anul 2010.

## Statistici
| Anglia | Anglia  | Anglia |
| An     | Meciuri | Goluri |
| ------ | ------- | ------ |
| 2010   | 1       | 0      |
| Total  | 1       | 0      |